# Kirchenpaueria bellarensis
Kirchenpaueria bellarensis is een hydroïdpoliepensoort uit de familie van de Kirchenpaueriidae. De wetenschappelijke naam van de soort is voor het eerst geldig gepubliceerd in 2011 door Watson.